# Musée de Shiretoko
Le musée de Shiretoko (斜里町立知床博物館, Shari-chō tachi Shiretoko hakubutsukan) est un musée d'histoire naturelle inauguré en 1978 et situé à Shari, dans la sous-préfecture d'Okhotsk, sur l'île de Hokkaidō au Japon.

## Présentation
Le musée, construit à l'occasion du centenaire du bourg de Shari, ouvre ses portes le 28 décembre 1978.
Le premier étage est consacré à l'histoire et au folklore de la péninsule de Shiretoko.

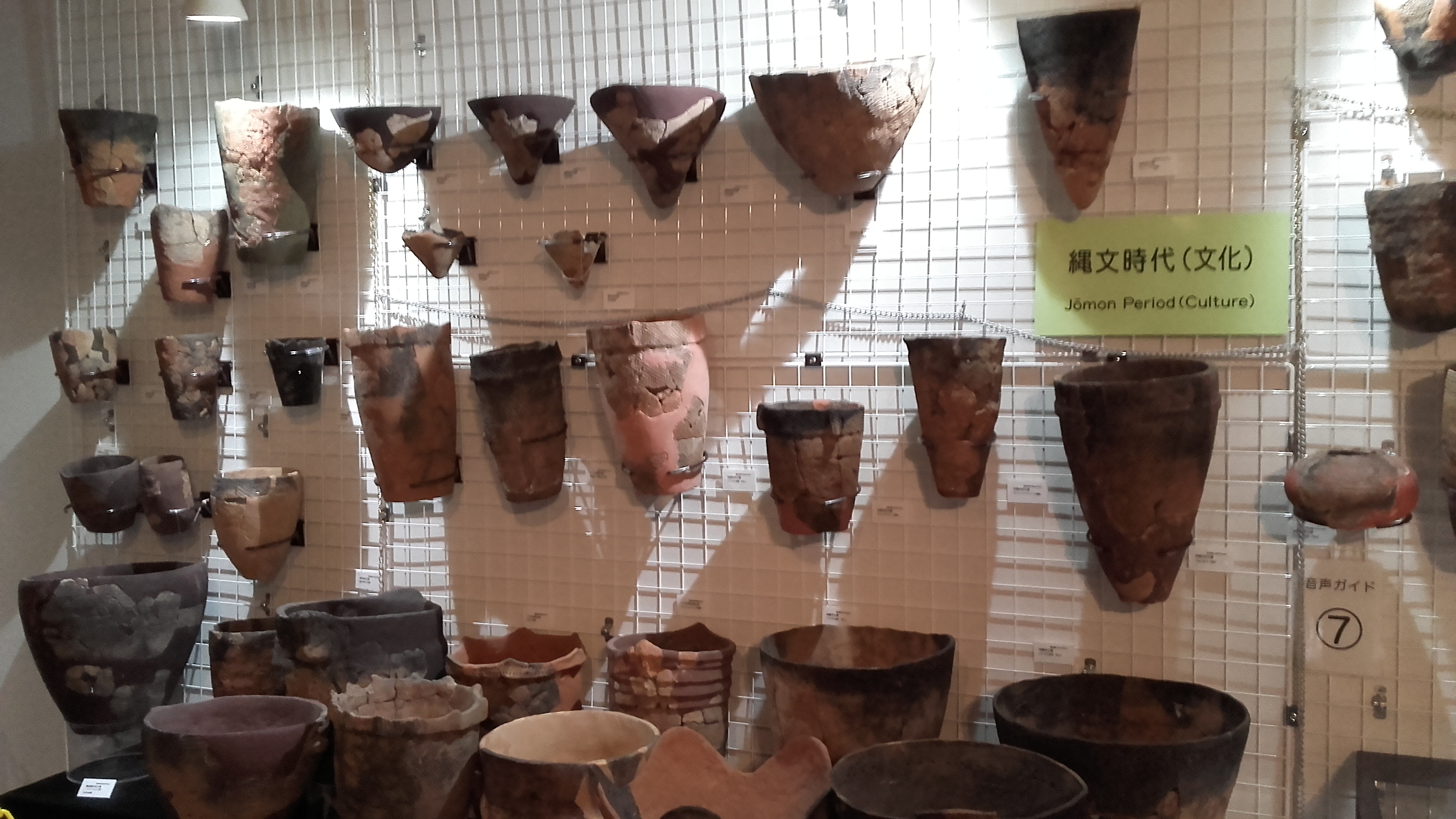
Vases.
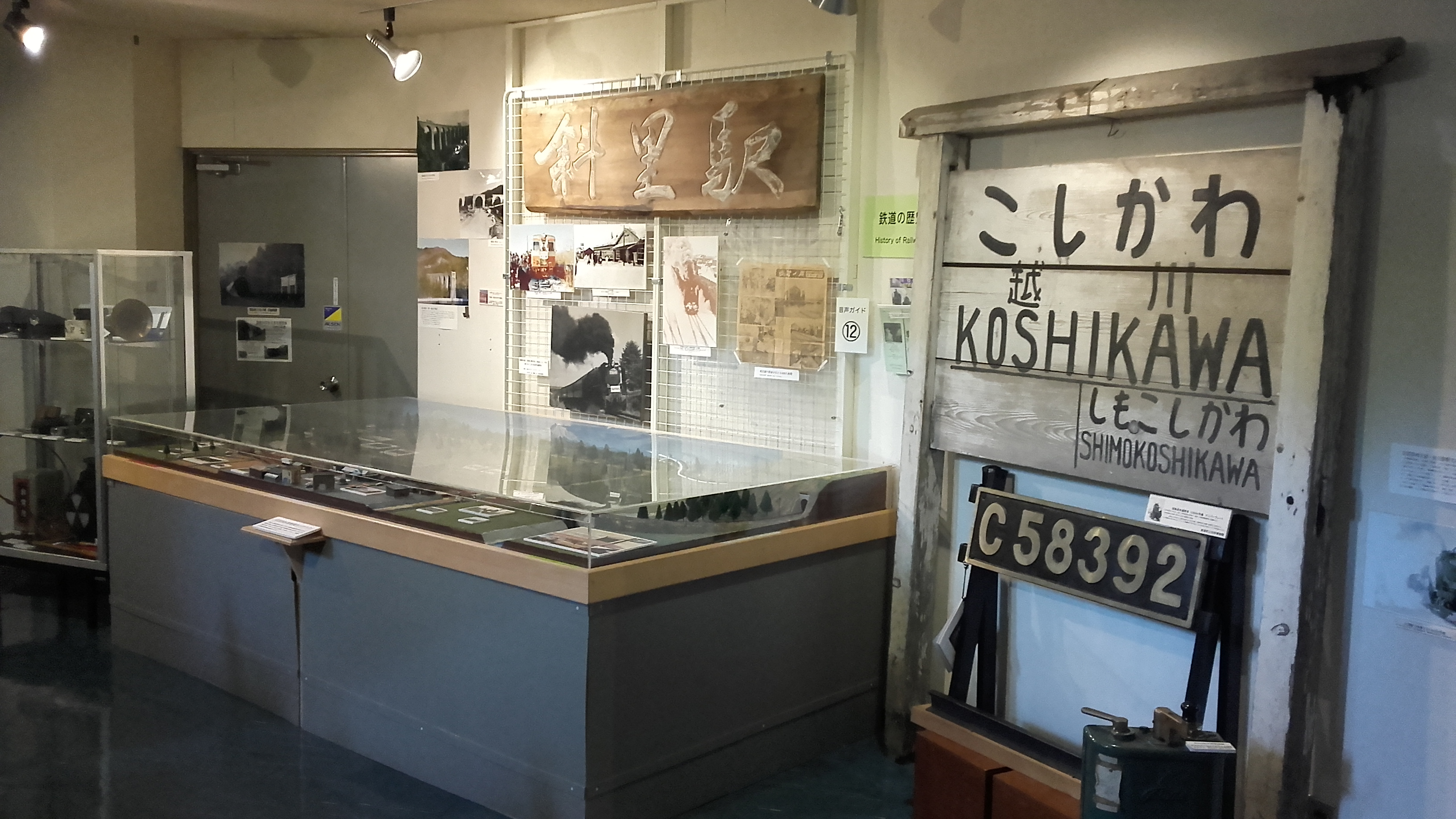
Objets provenant de l'ancienne gare de Shari.

Le second présente la faune et la flore de la région.

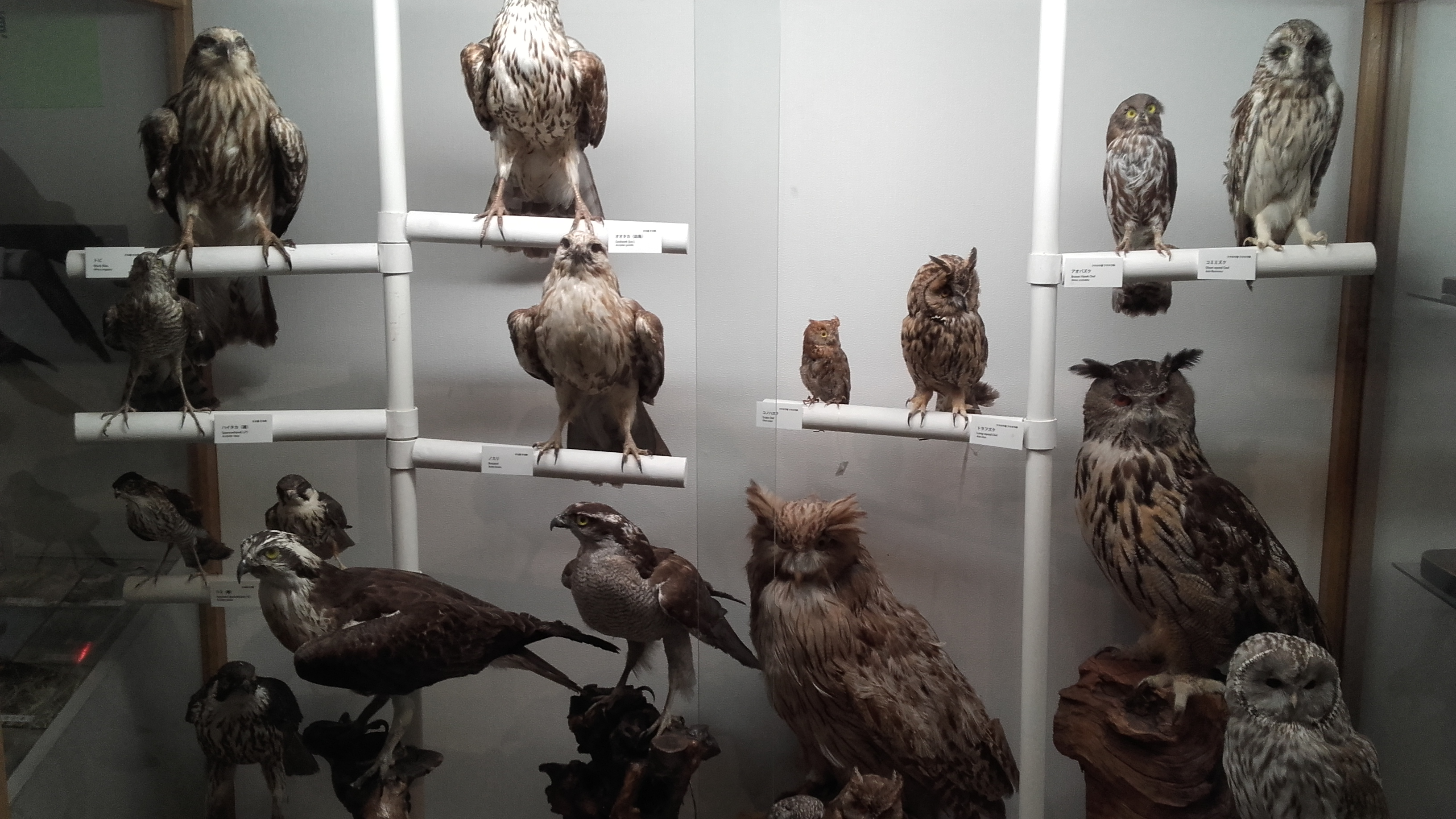
Hiboux naturalisés.
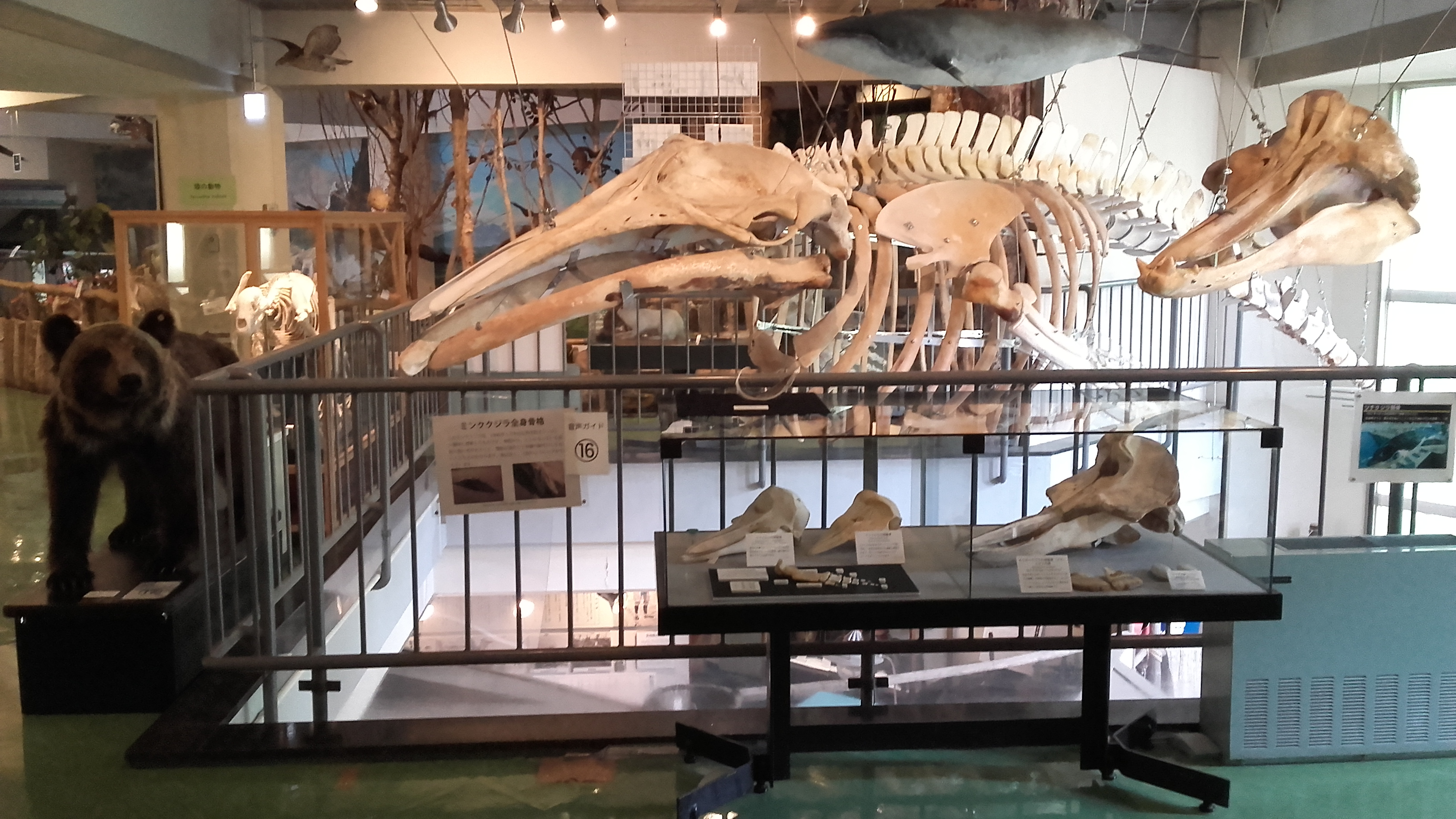
Squelette de mammifère marin et ours naturalisé.

### Hall commémoratif
Le 23 novembre 1993, à l'occasion du vingtième anniversaire de jumelage avec le bourg de Taketomi situé dans la préfecture d'Okinawa et du dixième avec la ville d'Hirosaki, située dans la préfecture d'Aomori, un « hall commémoratif des relations avec la ville-sœur de Shari » ouvre ses portes à côté du bâtiment principal. Il contient une grande salle avec de nombreux objets et des animaux naturalisés provenant notamment des îles Ryūkyū, dont un chat d'Iriomote.

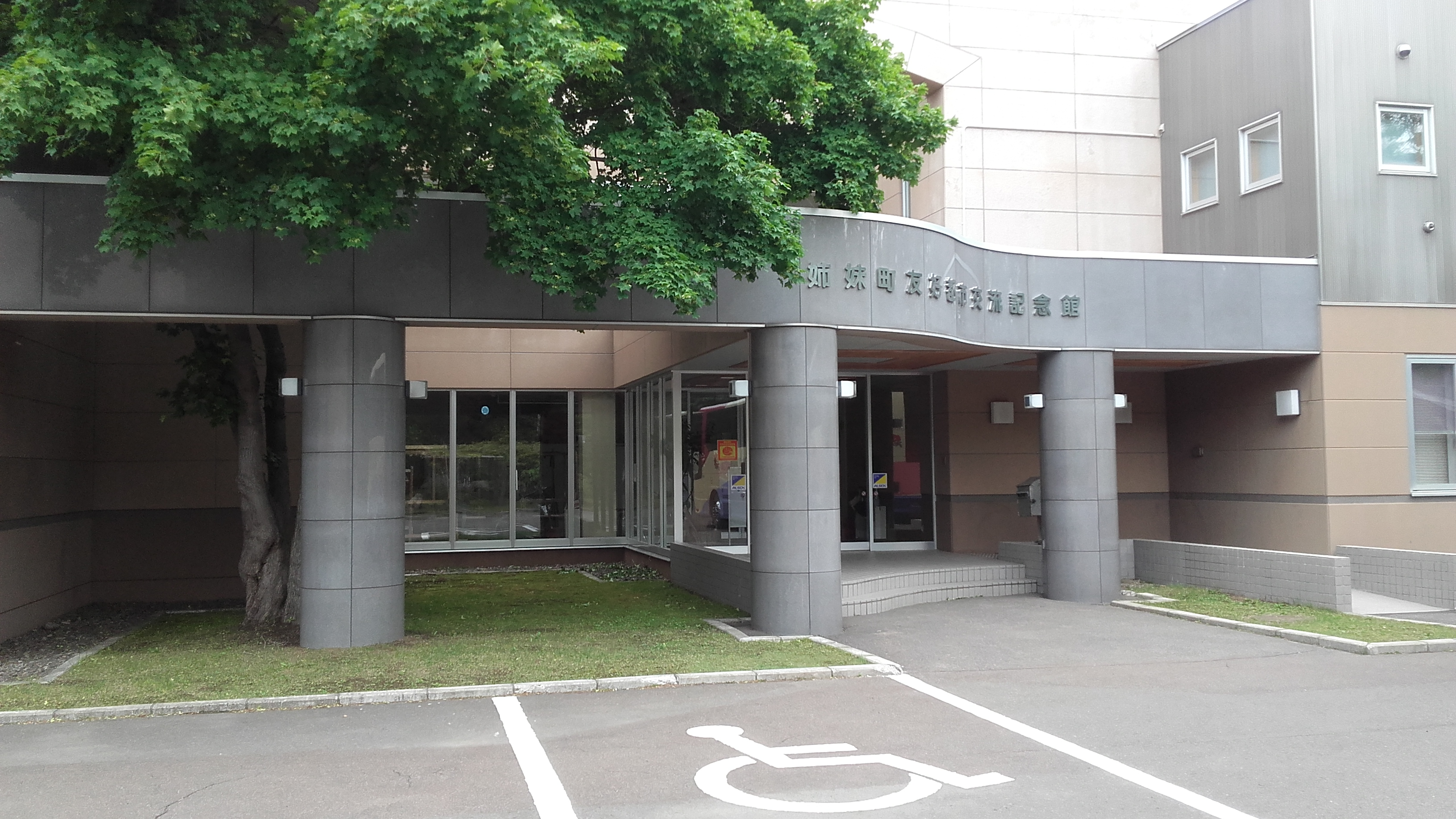
Entrée du hall commémoratif.
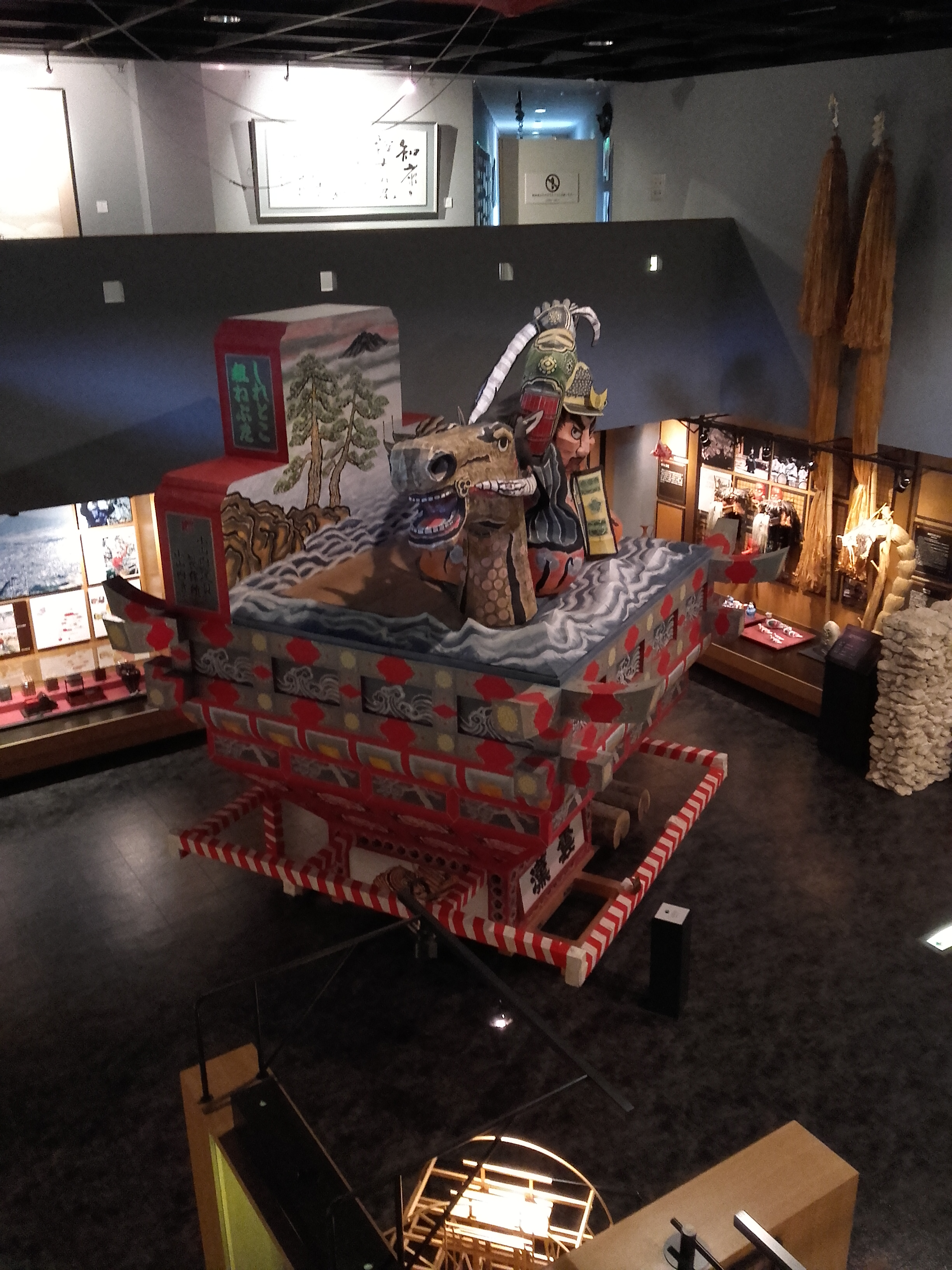
Salle principale.
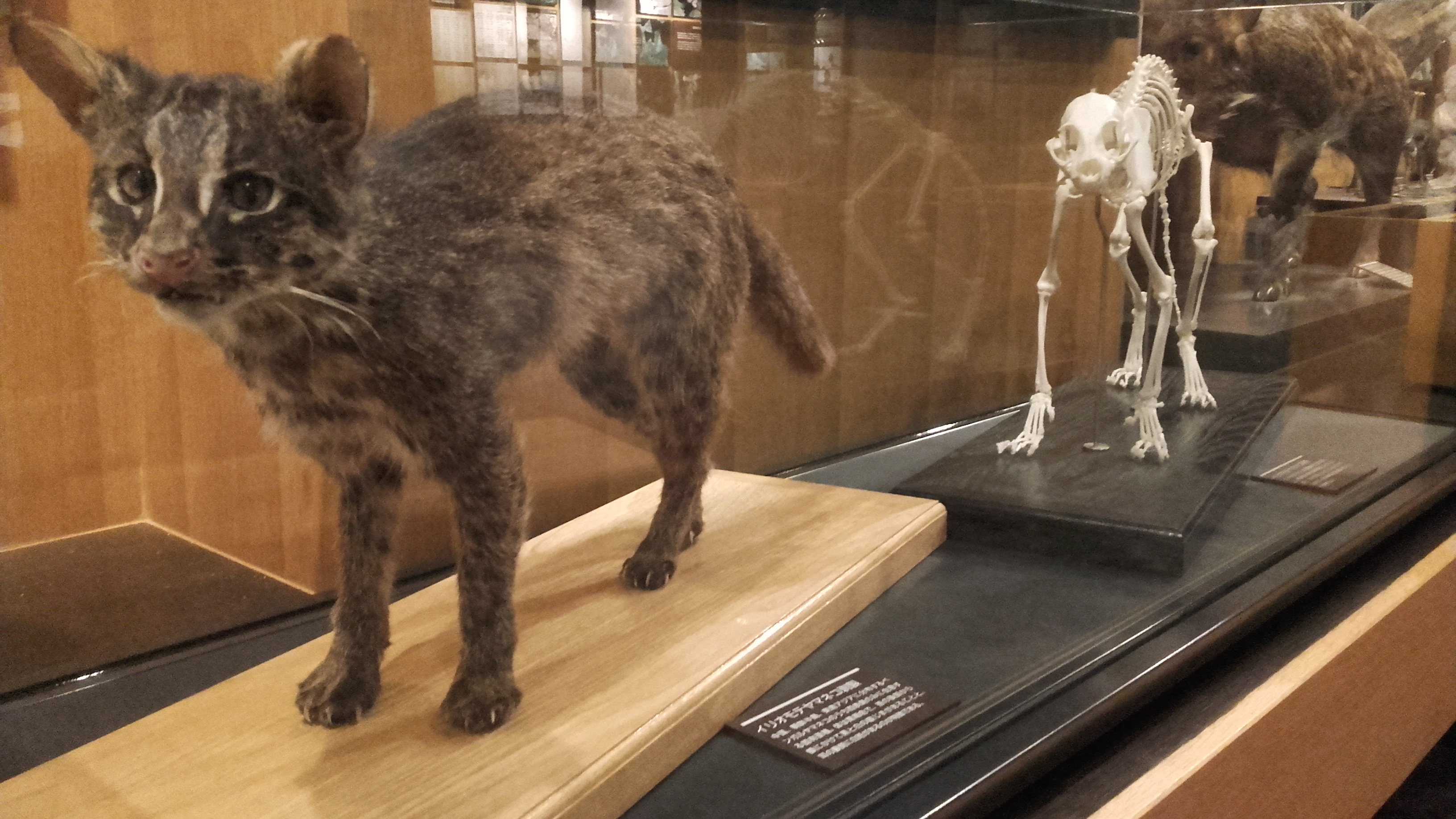
Chat d'Iriomote.
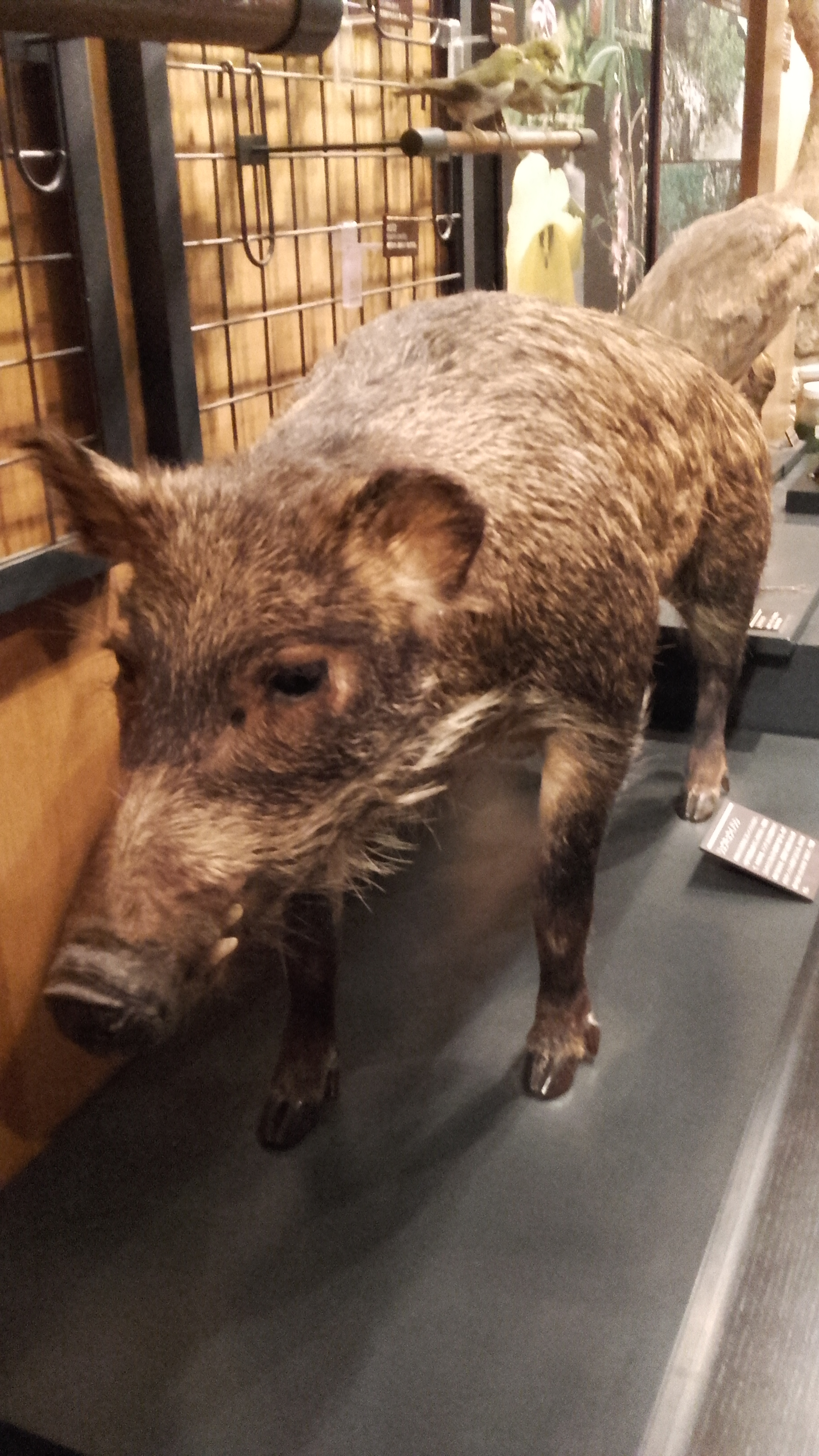
Sanglier d'Iriomote.
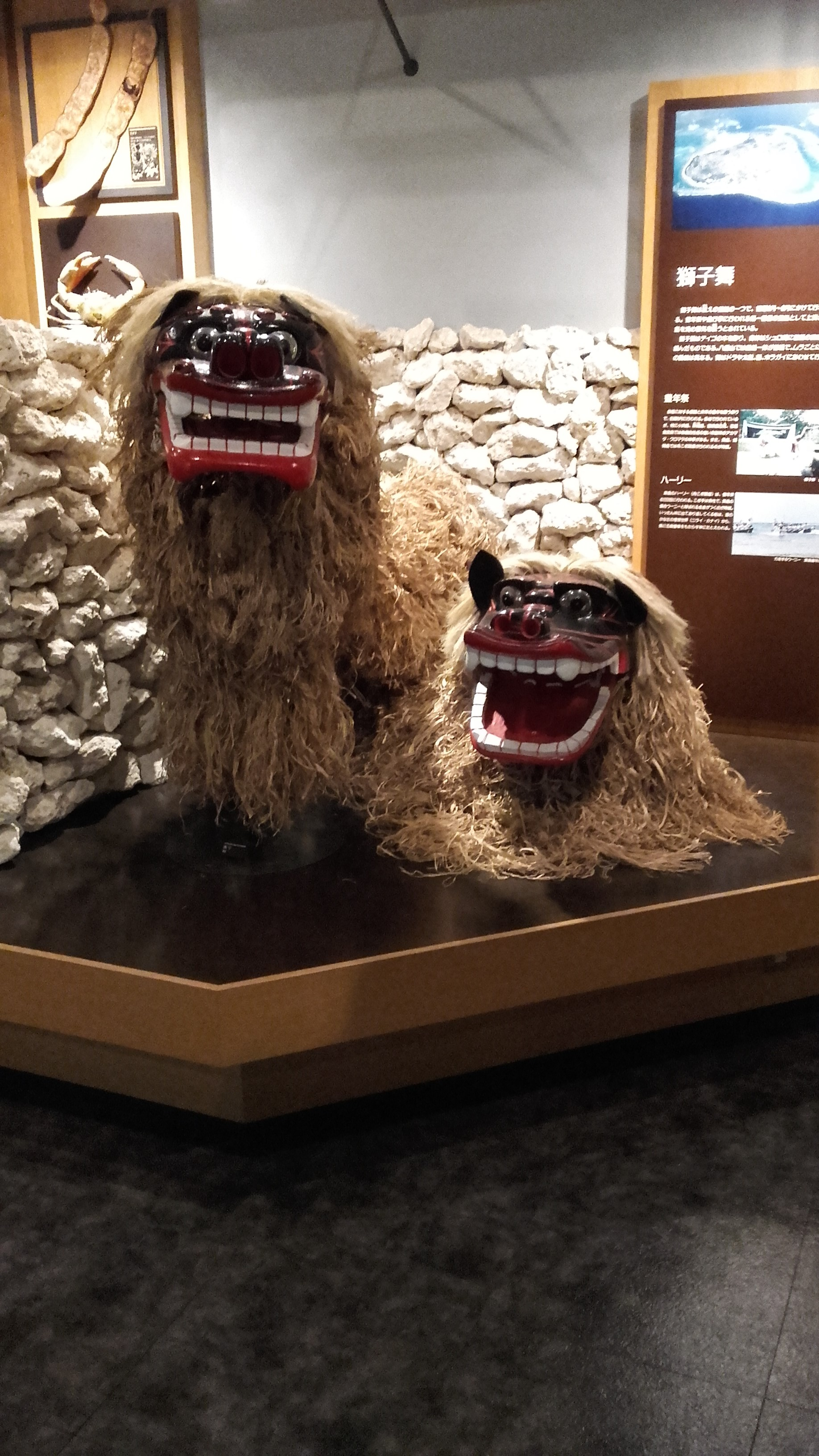
Shīsā.
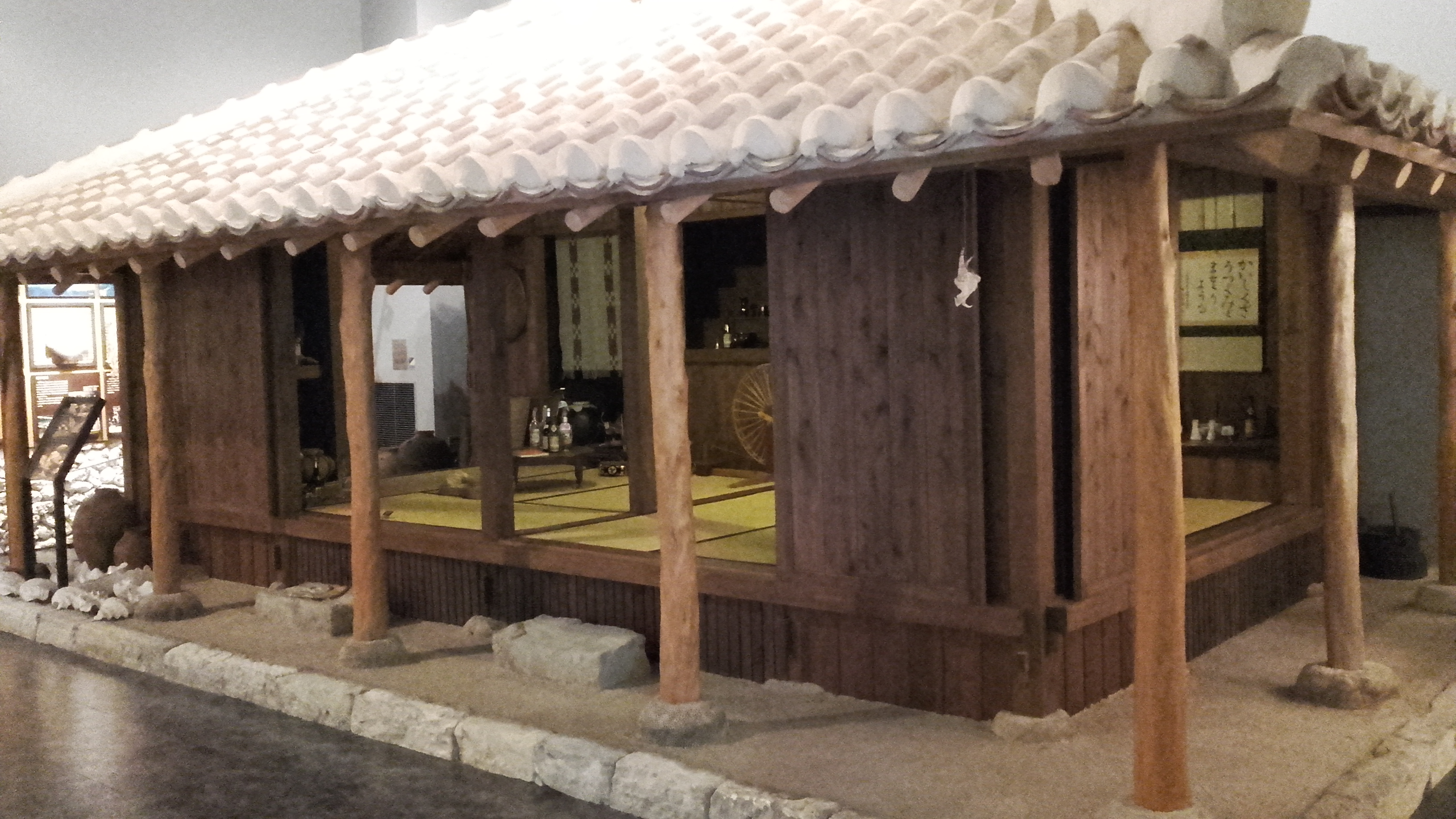
Maison traditionnelle des îles Ryūkyū.

Une salle connexe présente également une collection de nebuta de Shiretoko, chariots utilisés lors du matsuri local annuel en juillet.

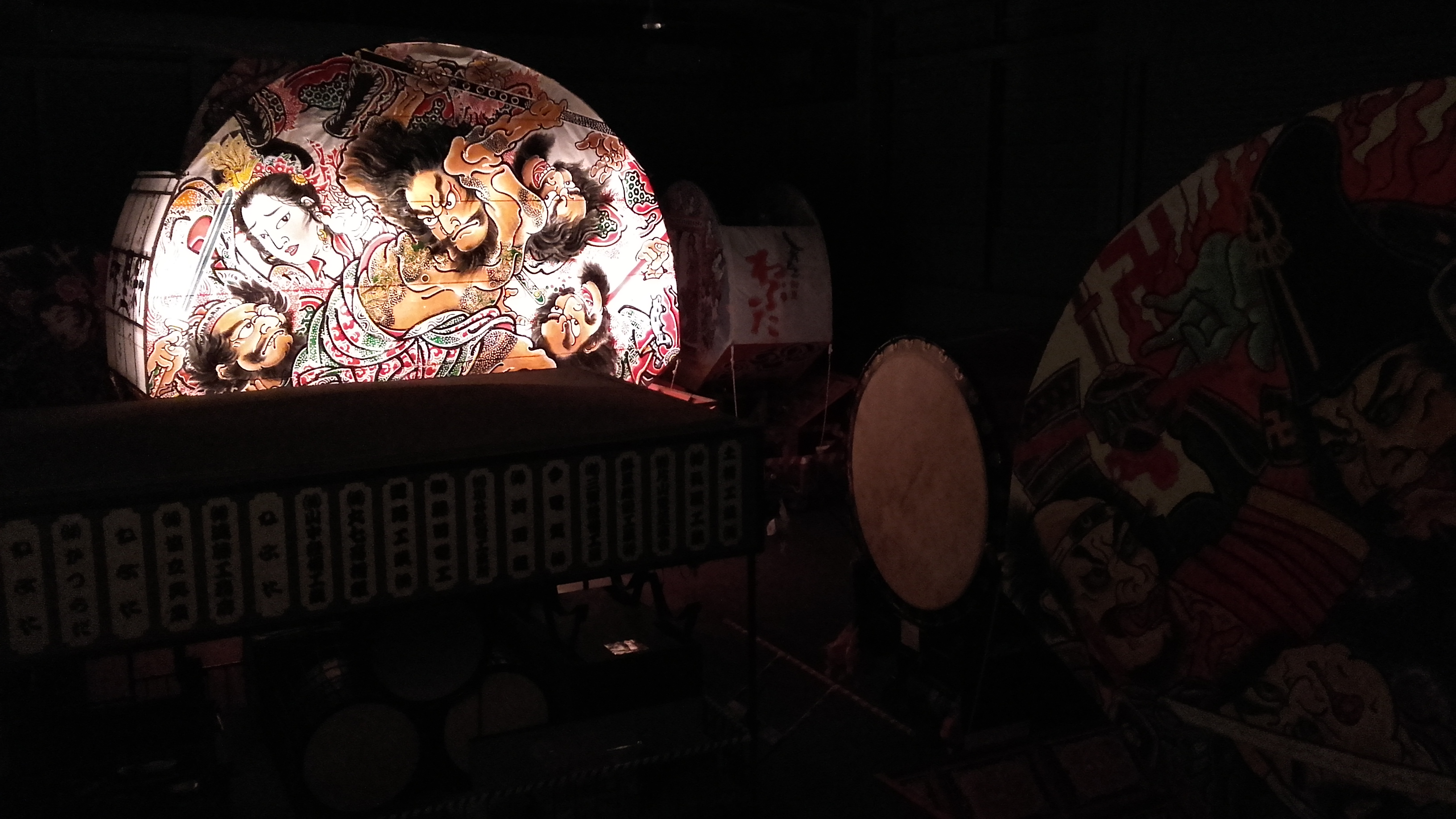
Salle des nebuta.
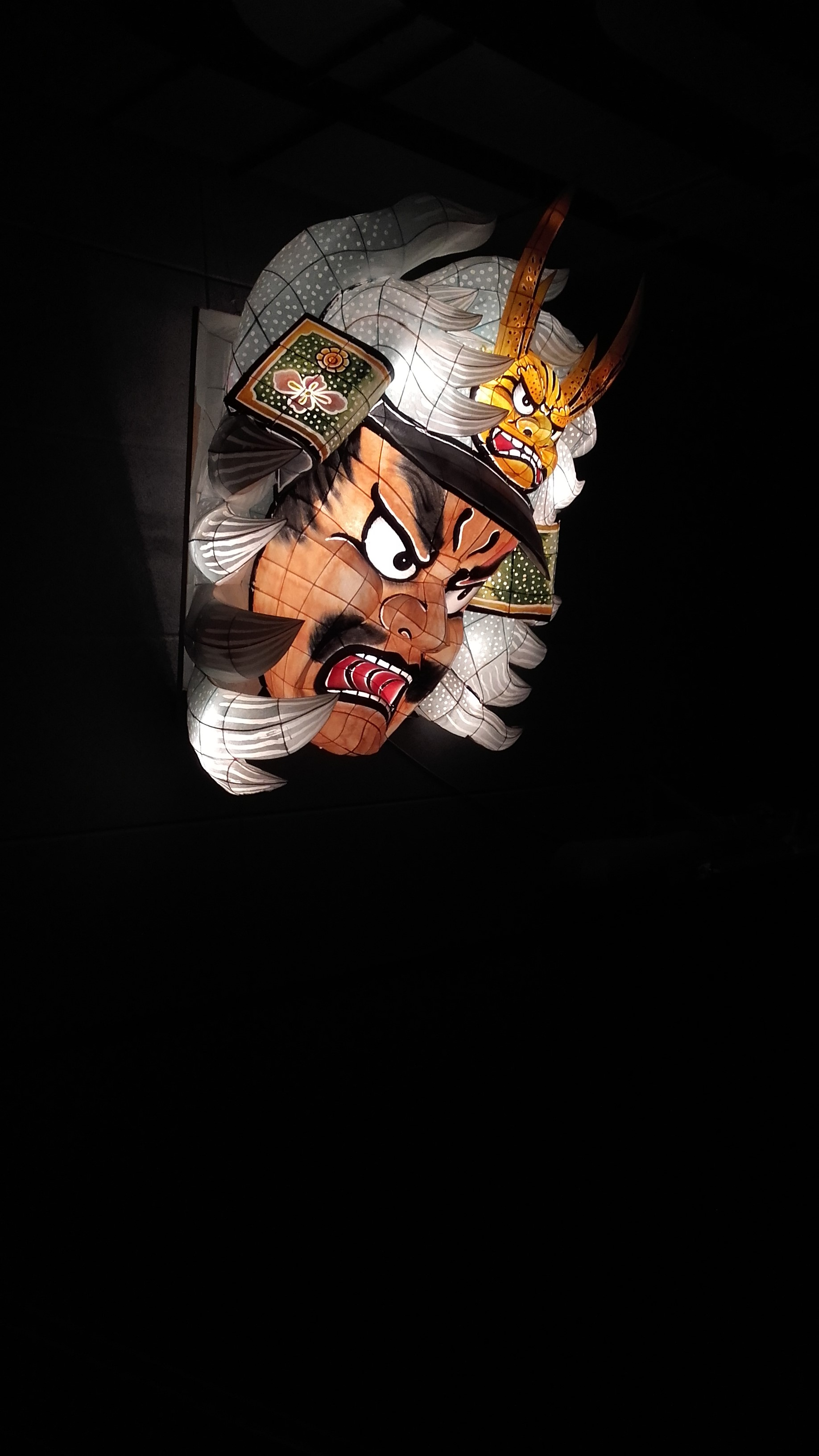
Nebuta accroché au mur.